# The True Love (film 1912)
The True Love è un cortometraggio muto del 1912. Il nome del regista non viene riportato nei credit.

## Produzione
Il film venne prodotto dalla Reliance Film Company

## Distribuzione
Distribuito dalla Film Supply Company, il film - un cortometraggio di una bobina - uscì nelle sale cinematografiche degli Stati Uniti il 24 luglio 1912. La Western Import Company lo distribuì nel Regno Unito il 16 ottobre 1912.